# 하치마스구
하치마스구(아제르바이잔어: Xaçmaz rayonu)는 아제르바이잔 북동부에 위치한 구로 행정 중심지는 하치마스이며 면적은 1,045km2, 인구는 155,775명이다. 동쪽으로는 카스피해와 접하며 북쪽으로는 러시아 다게스탄 공화국과 접한다.